# Thüringer Volkszeitung
Die Thüringer Volkszeitung war das Organ der Kommunistischen Partei Deutschlands – Bezirk Thüringen von 1945 bis 1946.

## Geschichte
Am 3. Juli 1945 erschien die erste Ausgabe der Thüringer Volkszeitung. An diesem Tag hatten die sowjetischen Truppen Thüringen von den Amerikanern übernommen. Chefredakteur wurde Otto Trillitzsch, der das KPD-Organ Thüringer Volksblatt bis 1933 geleitet hatte. Die Zeitung erschien täglich im  Thüringer Volksverlag in Weimar. Es gab Regionalausgaben für Erfurt, Heiligenstadt, Eisenberg und weitere Städte.
Am 8. April 1946 erschien die letzte Ausgabe. Danach ging die Redaktion mit der SPD-Zeitung Tribüne zur neuen Zeitung Thüringer Volk der SED zusammen. Chefredakteur blieb Otto Trillitzsch.
1950 wurde sie in Das Volk umbenannt und besteht seit 1990 als Thüringer Allgemeine weiter.